# Trubějov
Trubějov (německy Trubejow) je vesnice, část obce Kramolna v okrese Náchod. Nachází se asi 2 km na severozápad od Kramolny. V roce 2009 zde bylo evidováno 67 adres. V roce 2001 zde trvale žilo 97 obyvatel.
Trubějov je také název katastrálního území o rozloze 3,59 km2.

## Historie
První písemná zmínka o obci pochází z roku 1402.

## Pamětihodnosti
- Krucifix